# Station de pompage de Parksluizen
La station de pompage de Parksluizen est une station de pompage à Rotterdam. La station de pompage a été construite en 1967 sur ordre de l'office des eaux de Delfland (Hoogheemraadschap van Delfland). Elle a été conçue et construite par Van der Grinten.
À l'achèvement sa capacité était de 573 m3/min. L'eau est pompée du Coolhaven et évacuée par un tuyau de décharge vers le Parkhaven.
La station de pompage est en béton armé. La pompe est une pompe centrifuge entraînée par un moteur diesel. En 2007, il est remplacé par un moteur électrique. Le rotor de la pompe a également été remplacé, de sorte que la capacité a été augmentée à 1 200 m3/min. La station de pompage peut être commandée à distance. En cas de panne de courant un moteur diesel se met automatiquement en marche.
La station de pompage se situe au nord-ouest du Parksluizen, d'où son nom. Le bâtiment se compose d'une pièce cylindrique avec une lucarne, avec annexes de service rectangulaires.